# Codex Mendoza

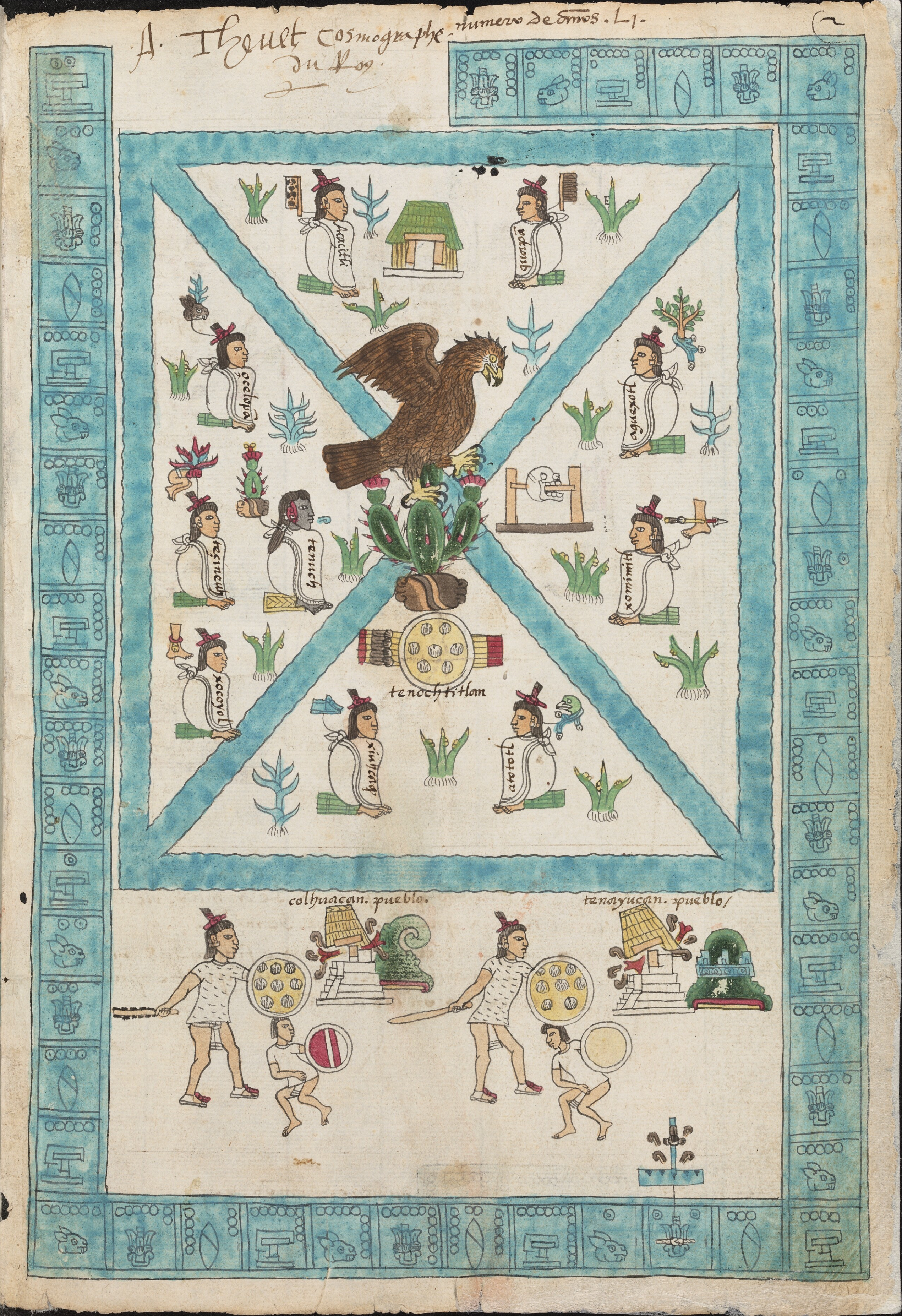
Codex Mendoza, titelsida

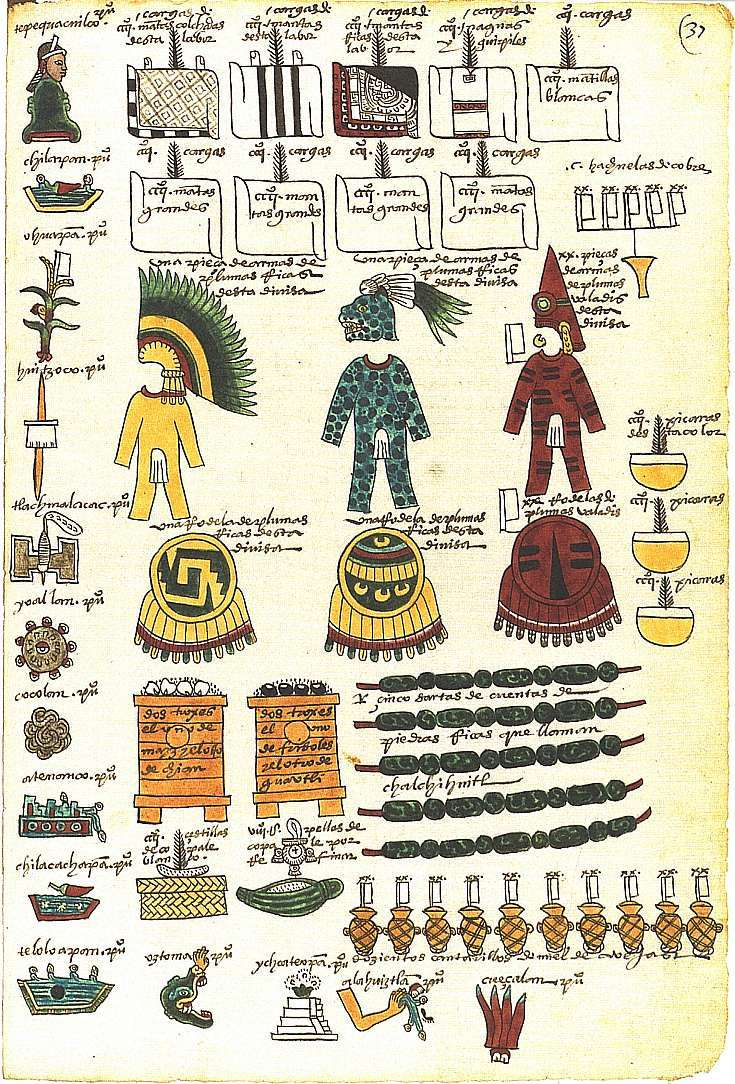
Codex Mendoza, bild 37 ur andra delen

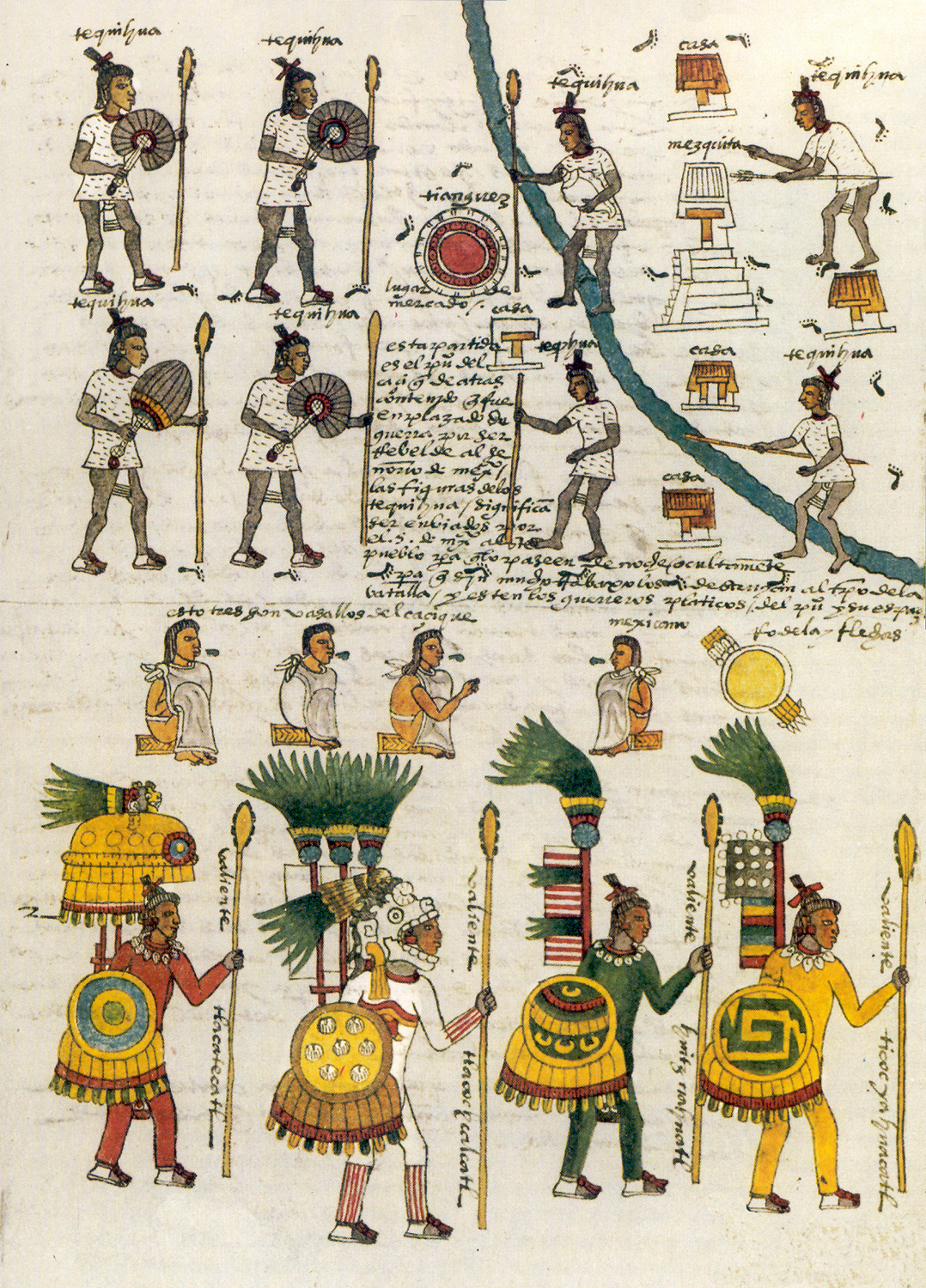
Codex Mendoza, bild 67 ur tredje delen

Codex Mendoza (spanska: Códice Mendoza , ofta även La coleccion Mendoza) är ett aztekiskt manuskript från 1500-talet. Boken beskriver aztekernas historia, deras härskare och Aztekernas vardagsliv. Manuskriptet är rikligt illustrerad och har spansk text. Originalet förvaras idag på det Bodleianska biblioteket vid Oxfords universitet.

## Boken
Codex Mendoza omfattar 71 sidor och är uppdelat i tre delar :
- Del 1 med 16 sidor, beskriver Aztekernas historia från år 1321 till 1521, från grundandet av staden Tenochtitlán och fram till den spanska erövringen.

- Del 2 med 39 sidor, beskriver Aztekerrikets erövringar av olika grannstäder och provinser samt den skatt som dessa därefter betalade

- Del 3 med 16 sidor, beskriver Aztekernas vardagsliv och sociala seder med en rad teckningar i typiskt piktogramstil.

Boken är skriven på europeiskt papper.

## Historia
Codex Mendoza skrevs troligen på uppdrag av Vicekungadömet Nya Spaniens vicekung Don Antonio de Mendoza och tillverkades av Azteker i Mexico City kring åren 1541 till 1542. Syftet var att berätta för kung Karl V om hans nya undersåtar :
Boken sändes därefter sjövägen till Spanien men fartyget attackerades av franska kapare och boken hamnade i Frankrike. Kring år 1553 hamnade den i vetenskapsmannen André de Thevets ägo vid Henrik II av Frankrikes hov, Thevet gjorde flera marginalanteckningar daterade detta år.
Därefter såldes boken till brittiske geografen Richard Hakluyt och under åren bytte boken ägare flera gånger tills den kom i John Seldens ägo.
År 1659 donerades så boken till Bodleianska biblioteket men föll i glömska tills den återupptäcktes 1831.
År 1992 utkom en omfattande nyutgåva "The Codex Mendoza" på University of California Press skriven av Frances Berdan och Patricia Rieff Anawalt.